# Батюшки
Батюшки́ (укр. Батюшки; до 2016 — Интернациона́льное, до 1925 — хутор Батюшко́вский) — село в Близнюковском поселковом совете Близнюковского района Харьковской области Украины.
Код КОАТУУ — 6320655101. Население по переписи 2001 года составляло 378 (179/199 м/ж) человек.

## Географическое положение
Село Батюшки примыкает к пгт Близнюки. Рядом проходит автомобильная дорога Т-2113. Железнодорожная станция Близнецы. В селе есть пруд.

## История
- Хутор возник в 1911 году в ходе Столыпинской аграрной реформы как  Батюшко́вский.
- 1925 год — хутор Батюшковский переименован по названию местного колхоза "Интернациона́л", названного в честь тогдашнего гимна СССР, которым был "Интернационал" с 1922 по 1944 год, - в село Интернациона́льное.
- февраль 2016 года — село Интернациональное было "декоммунизировано" и переименовано в Батюшки́.[3][4][5][6]

## Название
Село в 1911 году называлось хутор Батюшковский:
по одной версии, названо так, потому что там проживали дьяки, церковные служители (причт РПЦ). Они жили в помещении будущей местной школы (до ВОСР 1917 года).
В данный момент школа закрыта.

## Экономика
- В селе при СССР были молочно-товарная ферма, "Сельхозтехника" и комбикормовый завод.